# Перекати-поле (рассказ)
Перекати-поле — рассказ Антона Павловича Чехова. Написан в 1887 году, впервые опубликован в 1887 году в газете «Новое время» № 4084 от 14 июля с подписью Ан. Чехов.

## Публикации
Рассказ А. П. Чехова «Перекати-поле» написан в 1887 году, впервые опубликован в 1887 году в газете «Новое время» № 4084 от 14 июля с подписью Ан. Чехов, в 1888 году вошёл в сборник «Рассказы», включён также в издание А. Ф. Маркса.
Для сборника «Рассказы» автор сократил рассказ.
Рассказ написан по впечатлениям от посещения Чеховым в 1887 году Святых гор на реке Северный Донец. По возвращении Чехов написал издателю Н. А. Лейкину: «Недавно я вернулся из Святых гор, где при мне было около 15 000 богомольцев. Вообще впечатлений и материала масса…». Реальным лицом является описанный в рассказе еврей Александр Иванович.
По воспоминаниям Б. А. Лазаревского, Чехов считал, что описанный в рассказе сожитель был «приставленным к нему сыщиком».
При жизни Чехова рассказ переводился на словацкий и французский языки.

## Критика
Разноречивы отклики критики о рассказе. Критик К. Арсеньев относил рассказ «Перекати-поле» к рассказам, которые «слишком бедны и содержанием и отдельными красотами, составляющими иногда главную силу очерков г. Чехова».
К. П. Медведский упрекал Чехова за то, что он не описал подробно, что такое скитальчество и чем оно вызвано.
В. Альбов считал, что «Чехов-юморист стал со временем пессимистом», и что у него слишком много рассказов о бесцельности, бессмысленности жизни. Одним из таких рассказов и был «Перекати-поле».
Ф. Е. Пактовский писал о рассказе: «Еще менее даст этой жизни маленький искатель жизненной правды, выведенный Чеховым в рассказе „Перекати-поле“».
Г. Качерец упрекал Чехова в том, что он в рассказе «обесценивает стремление еврея к просвещению и низводит до уровня заурядности».

## Сюжет
Рассказ описывается от первого лица. Действие рассказа происходит на берегу реки Северный Донец у Святой Горы. Здесь находится православный Святогорский монастырь. К дням Иоанна Богослова и Николая Чудотворца в Святые Горы стеклись тысячи верующих. Каждому приехавшему и пришедшему надо было найти в монастыре место для ночлега, дать еду поесть и питьё. Автор описывает свои впечатления от пребывания в монастыре. К нему в номер поселили сожителя, который оказался евреем, принявшим православие. Еврея звали Александром Иванычем, а ранее — Исааком. Александр Иванович рассказал автору о своей тяжёлой жизни — как бедно жили его родители, которые хотели, чтобы сын занимался торговлей и не знал ничего, кроме талмуда. Однажды родители побили его, подозревая, что сын читал русскую газету.
Бывший Исаак с удовольствием рассказывал о своем стремлении к просвещению, скитаниях по стране. Он побывал в городах: Гомель, Киев, Белая Церковь, Умань, Балта, Бендеры, Одесса. В Полтаве рассказчик прибился к студентам, которые готовили его в техническое училище, заставили мыслить и указали цель жизни.
Красочно рассказал Александр Иваныч и о том, как однажды свалился в шахту и его там чуть не прибило бадьей. Ныне он собирался податься в сельские учители. По поводу смены религии он сказал так: «Новый завет есть естественное продолжение Ветхого». Эта фраза не разъясняла полностью вопроса.
На следующий день сожитель ушел. В монастыре было много народу, среди них было много хохлов, тавричан и других людей. Среди них был и Александр Иваныч. С ним автор слонялся около монастыря весь день, после чего уехал.